# سانسیپرا
صندوق بازنشستگی سان سوپر (به انگلیسی: Sunsuper Superannuation Fund) یک صندوق سرمایه گذاری در صنعت عرضه عمومی استرالیا مستقر در بریزبن، کوئینزلند، استرالیا است. این شرکت در سال ۱۹۸۷ میلادی به عنوان یک صندوق بازنشستگی چند منظوره برای تمام کارکنان ایجاد شد. سان سوپر بزرگترین صندوق بازنشستگی در کوئینزلند بر حسب تعداد عضو با بیش از یک میلیون عضو و بیش از 100،000 کارفرمای پیش فرض می‌باشد.  در اکتبر سال 2019 این شرکت دارای بیش از 70 میلیارد دلار بودجه تحت مدیریت بود.

## تاریخچه
Sunsuper در سال 1987 تأسیس شد. در سال 1997 ، Sunsuper به اولین بودجه 1 میلیارد دلاری خود تحت مدیریت (FUM) رسید. تا سال 2007 ، FUM به 13 میلیارد دلار افزایش یافته بود.
در فوریه 2013 ، Sunsuper صاحب‌ اختيارMySuper شد.
در نوامبر 2015 ، یک CIO جدید  را منصوب کرد - Ian Patrick
در آوریل 2017 ، Sunsuper و Kinetic Super اعلام کردند با هم ادغام می شوند.
در مارس سال 2018 ، Sunsuper ثبت عضویت در بیمه نامه در آژانس عملی داوطلبانه Superannuation در آمد - از 1 ژوئیه 2018 مطابقت دارد
در  مارس 2019 ، Sunsuper و AustSafe Super با هم ادغام شدند.
در ماه می سال 2019 ، اسکات هارتلی مدیر عامل پس از 5 سال از سمت خود کناره گیری کرد
در اکتبر سال 2019 ، برنارد ریلی (Bernard Reilly) به عنوان مدیرعامل جدید Sunsuper منصوب شد.

## مدیریت
Sunsuper خودش مدیریت و کنترل وجوه را به عهده دارد و انجام می دهد. پوشش بیمه ای برای اعضا از طریق سیاست های بیمه نامه های زندگی گروهی با بیمه هایی از جمله AIA Australia Limited تهیه می شود.

## جوایز
- صندوق سال ،2020 SuperRatings
- Best Super Fund – Growth for 2019, Finder
- بهترین صندوق مدیریت وجوه ۲۰۱۸ و ۲۰۱۹ -مجله پول (Money magazine)
- Best Featured Pension Fund 2017, 2018 & 2019, Money magazine & Pension Fund of the Year 2018, SuperRatings
- Fund of the Year 2018, Chant West, SuperRatings & Super Review
- Fund of the Year 2017, Chant West
- Best Super Fund - Growth, Finder
- Best Fund: Advice Services & Corporate Solutions Fund of the Year 2018, Chant West